# Rubricatochromis
Genre
Rubricatochromis est un genre africain de poissons d'eau douce et saumâtre de la famille des Cichlidae.

## Liste des espèces
Selon World Register of Marine Species (7 juillet 2025) et le Catalogue Eschmeyer (ECoF) :
- Rubricatochromis bimaculatus (Gill, 1862)
- Rubricatochromis cerasogaster (Boulenger, 1899)
- Rubricatochromis cristatus (Loiselle, 1979)
- Rubricatochromis exsul (Trewavas, 1933)
- Rubricatochromis guttatus (Günther, 1862)
- Rubricatochromis letourneuxi (Sauvage, 1880)
- Rubricatochromis lifalili (Loiselle, 1979)
- Rubricatochromis paynei (Loiselle, 1979)
- Rubricatochromis stellifer (Loiselle, 1979)

L'espèce R. saharae est indiquée dans la liste des espèces du genre sur Fishbase alors qu'elle est considérée comme synonyme de R. letourneuxi par ECoF. De son côté, ECoF liste comme espèce valide l'espèce R. cristatus qui n'apparaît pas dans la liste de Fishbase.

## Systématique
Le nom valide complet (avec auteur) de ce taxon est Rubricatochromis Lamboj (d) & Koblmüller (d), 2023.

### Étymologie
Le nom générique, Rubricatochromis, est la combinaison du latin rubricatus, « coloré en rouge », et du suffixe -chromis fréquemment utilisé pour nommer les genres de Cichlidae.

### Publication originale
- (en) Anton Lamboj et Stephan Koblmüller, « Molecular phylogeny and taxonomic revision of the cichlid genus Hemichromis (Teleostei, Cichliformes, Cichlidae), with description of a new genus and revalidation of H. angolensis », Hydrobiologia, Pays-Bas, vol. 850, nos 10-11,‎ 2023, p. 2177-2198 (ISSN 0018-8158, e-ISSN 1573-5117, DOI 10.1007/s10750-022-05060-y).